# Smokers Delight
A Smokers Delight Nightmares on Wax 1995-ös albuma. A lemez nyitószáma, a Nights Introlude Quincy Jones dalából, a Summer in the City-ből tartalmaz sample-t. Az album szerepel az 1001 lemez, amit hallanod kell, mielőtt meghalsz című könyvben.

## Az album dalai
|     | Cím                                  | Szerző(k)                                  | Hossz |
| --- | ------------------------------------ | ------------------------------------------ | ----- |
| 1.  | Nights Introlude                     | Boone, George Evelyn, Sebastian            | 4:40  |
| 2.  | Dreddoverboard                       | Boy Wonder , EASE, Evelyn, Firth, Harper   | 5:48  |
| 3.  | Pipes Honour                         | Dawkins, Evelyn, Firth                     | 9:05  |
| 4.  | Me + You                             | Evelyn, Hester                             | 0:56  |
| 5.  | Stars                                | Evelyn, Firth                              | 6:59  |
| 6.  | Wait a Minute/Praying for a Jeepbeat | Barrett, Eli, Evelyn, Freeman              | 2:44  |
| 7.  | Groove St.                           | Evelyn                                     | 7:29  |
| 8.  | Time (To Listen)                     | Evelyn                                     | 0:29  |
| 9.  | (Man) Tha Journey                    | Evelyn                                     | 6:19  |
| 10. | Bless My Soul                        | Cenal, Evelyn                              | 5:56  |
| 11. | Cruise (Don't Stop)                  | Evelyn, Morrison, Tarplin                  | 7:05  |
| 12. | Mission Venice                       | Edmonds, Evelyn, Firth, Reynolds, Williams | 2:50  |
| 13. | What I'm Feelin (Good)               | Dennison, Evelyn, Halliday                 | 2:26  |
| 14. | Rise                                 | Evelyn, Firth, James                       | 5:14  |
| 15. | Rise (Reprise)                       | Evelyn, Firth                              | 1:46  |
| 16. | Gambia Via Vagator Beach             | Evelyn, Firth, Lovell                      | 4:41  |

## Közreműködők
- Richard Brown – hangmérnök
- Steve Brown – művészi munka, design
- Chris Dawkins – gitár
- The Dells – előadó
- EASE – jegyzet, keverés, producer, programozás
- Taylor Firth – billentyűk, programozás
- B. James – előadó
- Phil Jones – hangmérnök
- Debi Jones – hangmérnök
- Quincy Jones – előadó
- Leigh Kenny – borító
- Hamlet Luton – basszusgitár
- Positive Force – előadó
- Smokey Robinson – előadó
- Shovell – ütőhangszerek
- Robin Taylor-Firth – billentyűk, programozás
- Bruce Wood – hangmérnök

## Külső hivatkozások
- http://www.discogs.com/release/12031